# Веселиново (област Шумен)
 Тази статия е за селото в Преславско.  За селото в Ямболско вижте Веселиново (Област Ямбол).  
Веселиново е село в Североизточна България. То се намира в община Смядово, област Шумен.

## География
Село Веселиново се намира в полупланински район, на 12 km южно от град Смядово, на границата между Предбалкана и Стара планина. Разположено е на пътя Шумен-Карнобат (Ришкия проход). Климатът е умерено-континентален. През селото минават и се вливат 2 реки: Брестова и Кръщеница - продължава като река Брестова, част от водосборния басейн на Голяма Камчия. Районът е карстов и няма данни за находища от полезни изкопаеми или минерални води.

## История
Археологически музей Шумен разполага с оскъдна информация за село Веселиново, според която селището е антично / II-IV В./ и средновековно / XII-XIV в./. Камъни от разрушени постройки, късове от мазилка на колиба, части от каменен корниз, вероятно от църква, фрагменти от съдове са открити западно от селото. Основи от ломен камък и кал са разкрити на изток и се предполага за наличието на църква от Средновековието, но липсват находки.
В края на XIX век в селото живеят българи, преселници от Източна Тракия.
До 1934 година името на селото е Байрям дере от турски „голям дол, голямо дере“. При избухването на Балканската война в 1912 година един човек от Байрям дере е доброволец в Македоно-одринското опълчение.

## Население
Численост на населението според преброяванията през годините:
| Година на преброяване | Численост |
| 2001                  | 819       |
| 2011                  | 593       |
| 2021                  | 407       |

### Етнически състав

#### Преброяване на населението през 2011 г.
Численост и дял на етническите групи според преброяването на населението през 2011 г.:
|                     | Численост | Дял (в %) |
| Общо                | 593       | 100.00    |
| Българи             | 388       | 65.43     |
| Турци               | 9         | 1.51      |
| Цигани              | 189       | 31.87     |
| Други               | ?         | ?         |
| Не се самоопределят | ?         | ?         |
| Неотговорили        | 2         | 0.33      |

## Обществени институции
- Кметство
- Народно читалище „Съзнание – 1927“

## Културни и природни забележителности
Черните кукери
Едно от нещата, с които е известно село Веселиново е Маскарадната група „Черните кукери“. Тя е създадена през 1977 година, но има данни, че в селото са играли кукери още по време на Руско-турската война. Участниците в групата са само мъже. Водачът на групата - булката е мъж, облечен в женски дрехи. Следва най-силния кукер, който я пази, т. нар. Каракука. Характерното за тях е, че те са единствените черни кукери в България, и че лицата им не са скрити с маски, а са начернени със сажди. Шапките са изработени ръчно от кози кожи. Носят две веселиновски тъкани фусти - една на кръста и една върху раменете. На краката си обуват вълнени тумани и цървули. На кръста си носят колан с траки, а в ръцете си държат дървени саби. Скачат в кръг около огъня 
Групата е носител на много награди: златен медал от събора в Копривщица, специална награда от Министерството на външните работи от международния фестивал на маскарадните игри „Сурва“ 2006 в град Перник, лауреати на фестивала „Жива вода“ в град Хисаря и други.
Веселиновският водопад

Южно от селото се намира естествената природна забележителност Скока. Тя е известна с наличието на ендемични видове растения и системата от карстови и скални образувания, най-известното от които е водопадът Скока наричан още Веселиновски водопад.
В землището на селото се намира тракийското светилище „Софрата“

## Личности
- Желю Желев (1935-2015) – първият президент на Република България избран с вот от целия народ, д-р на науките, философ, създател на Клуба за гласност и на СДС. На 7 ноември 2017 г. четиримата президенти на България – действащият държавен глава Румен Радев и предшествениците му Росен Плевнелиев, Георги Първанов и Петър Стоянов се събираха заедно, за да отдадат почит на д-р Желю Желев като откриха паметната плоча пред дома му.[10]
- Гинка Янева Георгиева, родена на 14 октомври 1938 г., загинала, отнесена от порой на 30 ноември 1956 г. Само на 18 години заминава в с. Данаджълар, общ Ардино да работи като учителка.[11]
- Вичо Ганев, македоно-одрински опълченец, 1-ва рота на 5-а одринска дружина[12]

## Други
Поминъкът на населението е свързан с природните условия на района – животновъдство, земеделие, дърводобив, а напоследък и с пчеларство. За последното условията са прекрасни за получаване на екологично чисти продукти. Преди се е отглеждал и хмел за бирена мая. В района на селото се отглеждат няколко стада от полупримитивната Източно-балканска свиня, отглеждана при пасищни условия.
Интересен е и говорът на населението. Причислен е към Върбишкия говор, който спада към преходните балкански говори.